# Robert Maaskant
Robert Patrick Maaskant (wym. [ˈroː.bərt ˈpɑt.rɪk ˈmaːs.kɑnt]; ur. 10 stycznia 1969 w Schiedam) – holenderski trener, piłkarz występujący na pozycji pomocnika.

## Kariera piłkarska
W trakcie swojej kariery piłkarskiej Maaskant grał w holenderskich klubach: Go Ahead Eagles (1989–1990), FC Emmen (1990–1991), FC Zwolle (1992–1995), SBV Excelsior (1995–1996) oraz szkockim Motherwell (1991–1992).

## Kariera trenerska
Po zakończeniu kariery Maaskant był asystentem trenerów w Go Ahead Eagles i FC Zwolle, zaś w sezonie 1999/2000 rozpoczął swoją pierwszą samodzielną pracę szkoleniową w RBC Roosendaal występującym w Eerste Divisie. Z zespołem awansował do Eredivisie i ponownie spadł do drugiej ligi. Po trzech latach pracy odszedł do drugoligowego Go Ahead Eagles. Po siedmiu miesiącach ponownie objął RBC Roosendaal, zaś latem 2004 roku podpisał kontrakt z Willem II Tilburg. Z zespołem zajął 10. miejsce w Eredivisie i awansował do finału Pucharu Holandii, gdzie uległ PSV Eindhoven. 21 listopada 2005 roku został zwolniony i zastąpiony przez Keesa Zwamborna.
4 stycznia 2006 roku Maaskant po raz trzeci został zatrudniony w RBC Roosendaal, gdzie zastąpił zwolnionego Dolfa Roksa. W 2007 roku został zwolniony wskutek spadku do Eerste Divisie. Następnie podpisał roczny kontrakt (z opcją przedłużenia o kolejne dwa lata) z MVV Maastricht. W lutym 2008 roku odszedł z MVV i przeszedł do NAC Breda, gdzie miał być pomocnikiem trenera Erniego Brandtsa. Latem tego samego roku Brandts odszedł z klubu i Maaskant zajął jego miejsce.
21 sierpnia 2010 roku Maaskant podpisał dwuletnią umowę z Wisłą Kraków, rezygnując tym samym z pracy w NAC Bredzie. Poprowadził krakowski zespół do tytułu mistrza Polski w pierwszym sezonie pracy oraz do udziału w rozgrywkach fazy grupowej Ligi Europy w sezonie 2011/2012. 7 listopada 2011 roku, decyzją Zarządu Maaskant przestał pełnić funkcję trenera Wisły. Powodem zwolnienia Maaskanta miały być niezadowalające wyniki sportowe w rozgrywkach ligowych oraz brak awansu do Ligi Mistrzów.
Od 1 maja 2012 roku pełnił funkcję trenera oraz doradcy w klubie Texas Dutch Lions FC (obecnie Houston Dutch Lions FC) z Houston. Miesiąc później, 23 maja, korzystając z klauzuli, która umożliwiała mu zerwanie współpracy w wypadku korzystnej finansowo oferty z Europy, został zatrudniony jako nowy trener FC Groningen. Z zespołem zajął siódme miejsce w Eredivisie i wywalczył prawo gry w barażach o awans do Ligi Europejskiej.
14 czerwca 2013 roku podpisał półtoraroczny kontrakt z białoruskim klubem Dynama Mińsk. 4 grudnia 2013 rozwiązał umowę za porozumieniem stron. Dynama w zakończonym sezonie zajęło trzecie miejsce.
Maaskant od 10 stycznia 2014 roku pełni rolę asystenta Gregga Berhaltera w klubie Columbus Crew z Columbus, Ohio. 2 stycznia Robert Maaskant został zaprezentowany jako nowy trener NAC Breda. Tym samym były szkoleniowiec Wisły Kraków powrócił do Eredivisie.

## Statystyki trenerskie
Stan na 7 listopada 2011
| Drużyna      | Kraj     | Od               | Do               | Wyniki | Wyniki | Wyniki | Wyniki | Wyniki  |
| Drużyna      | Kraj     | Od               | Do               | M      | Z      | R      | P      | % Zwyc. |
| ------------ | -------- | ---------------- | ---------------- | ------ | ------ | ------ | ------ | ------- |
| NAC Breda    | Holandia | 1 lipca 2008     | 20 sierpnia 2010 | 91     | 40     | 18     | 33     | 43,96   |
| Wisła Kraków | Polska   | 21 sierpnia 2010 | 7 listopada 2011 | 56     | 31     | 9      | 16     | 55,36   |

## Sukcesy trenerskie

### Wisła Kraków
- Mistrzostwo Polski (1x): 2010/2011